# Amaurornis magnirostris
Amaurornis magnirostris е вид птица от семейство Rallidae. Видът е световно застрашен, със статут Уязвим.

## Разпространение
Видът е разпространен в Индонезия.